# Black Daisy

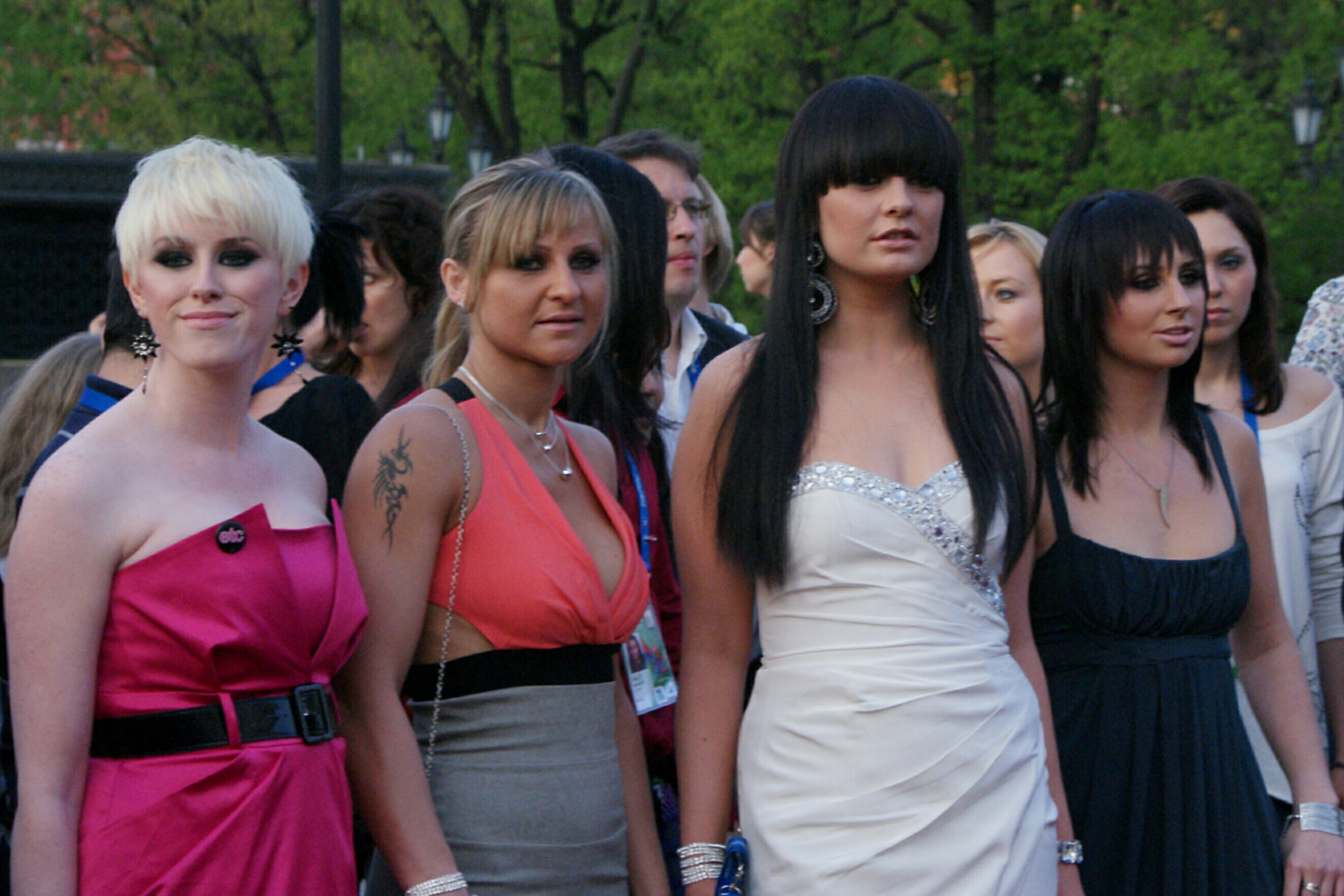
Black Daisy e Sinéad Mulvey, em Moscou, 2009.

Black Daisy é uma banda irlandesa.

## Festival Eurovisão da Canção
Black Daisy foi escolhida pela Irlanda, no dia 20 de Fevereiro de 2009, para representar o país no Festival Eurovisão da Canção 2009.